# Zėl'va
Zėl'va (in bielorusso Зэльва?) è un comune della Bielorussia, situato nella regione di Hrodna.